# インタラプション・マーケティング
インタラプション・マーケティング (英: interruption marketing)またはアウトバウンド・マーケティング (英: outbound marketing)は、広告、プロモーション、広報、販売を通じて、顧客体験が中断する方法で製品を宣伝し続けること。 これは、企業が広告を通じて顧客を見つけることに焦点を当てる、従来のマーケティング方法の厄介なバージョンであると考えられている。 （紛らわしいことに、アウトバウンド・マーケティングというあいまいな用語は、インタラプション・マーケティングと同義語として使用されることがある。昔のアウトバウンド・マーケティングという用語は異なっていたためである。）

## インタラプション・マーケティングの種類
インタラプション・マーケティングは、次のようなさまざまな手法を介して行われる。
- Facebook ：ニュースフィードまたはプラットフォーム上の他の場所で商品やサービスを宣伝する
- テレマーケティング：電話で商品やサービスを宣伝する[4]
- 印刷メディア広告：新聞や雑誌を介して製品を宣伝する
- コールドコール：電話をかける営業担当者と事前に連絡をとったことがない潜在顧客へのビジネスの勧誘[5]
- ダイレクトメール：メールで直接送信される販促資料[6]
- 電子メールスパム：大規模なメーリングリストに送信される電子メール[7]
- テレビ/ラジオ広告：テレビとラジオを介して製品を宣伝する[8]

## インタラプション・マーケティングの有用性
事業へのインタラプション・マーケティングの有用性は、会社が何を達成したいかによって異なる。会社が広告キャンペーンに投資するのに十分な資金を持っていて、経営陣が迅速な結果を得ることを望んでいる場合、インタラプション・マーケティングが最も適切である可能性もある。実際、ほとんどの企業は、インタラプション・マーケティングに依存している。 Site Pro Newsは、パーミッション・マーケティングとインタラプション・マーケティングの主な違いは、インタラプション・マーケティングは迅速な結果をもたらし、より科学的な方法で売上効果測定ができると述べている。 

## インタラプション・マーケティングで発生した問題
アウトバウンド・マーケティングでは、マーケターは潜在顧客からの拒否反応やクレームに対処する必要がある。また、広告には有効期限があり、有効期限が切れた後はキャンペーンを再開する必要がある。したがって、広告キャンペーンの投資収益率は、ほとんどの場合かなり低い。 アウトバウンド・マーケティングは、特定の顧客に合わせてパーソナライズできないため、ターゲットを絞れない手法と見なされる。さらに、広告はしばしば顧客を妨害するため、潜在的な消費者に誤解される可能性がある。 

## パーミッション・マーケティングとインタラプション・マーケティング
インタラプション・マーケティングとは反対に、パーミッション・マーケティングは、顧客の方から見つけてもらうことを目的としている。パーミッション・マーケティングの主な構成要素には、コンテンツ、検索エンジン最適化、ソーシャルメディアなどがある。パーミッション・マーケティングにより、企業は顧客との長期的な関係を構築しやすくなり、長期的には有益となる。また、インバウンド・マーケティングでは、ウェブサイトでよりターゲットを絞ったトラフィックが可能になり、コンバージョン率が向上する。 実際、パーミッション・マーケティングは、より効果的で費用がかからない方法である。

ただし、ほとんどの人はインタラプション・マーケティングに慣れているため、企業はマーケティング予算の多くをアウトバウンド・マーケティングに費やす傾向にある。より多くの利点を得るために、一部の企業はインバウンドとアウトバウンドの両方のマーケティングを組み合わせ、複数のチャネルを利用してより多くのオーディエンスにリーチしている。 